# Tia Hellebaut
Tia Hellebaut, geboren als Tia Van Haver (Antwerpen, 16 februari 1978), is een Belgische voormalige meerkampster en hoogspringster.
Hellebaut legde zich aanvankelijk toe op de meerkamp, maar specialiseerde zich sinds 2006 in het hoogspringen. In deze specialiteit veroverde zij in 2008 op de Olympische Spelen in Peking de olympische titel door over 2,05 m te springen. Bovendien behaalde ze gouden medailles op de Europese kampioenschappen van 2006 (hoogspringen), de Europese indoorkampioenschappen van 2007 (hoogspringen) en de wereldindoorkampioenschappen van 2008 (vijfkamp). Ze was Belgisch recordhoudster van meerdere in- en outdoorrecords en heeft er nog steeds enkele in handen. Toen ze eind 2008 zwanger werd, besloot ze te stoppen met atletiek. Op haar 32ste verjaardag (16 februari 2010) kondigde ze haar comeback aan. Op 6 maart 2013 maakte ze bekend met onmiddellijke ingang te stoppen met atletiek.

## Loopbaan
Zoals de meeste jongeren ontdekte Hellebaut de atletiek via scholenveldlopen. Ze werd lid van de Antwerpse atletiekclub (AAC). Via een ommetje bij de Merksemse atletiekclub (OLSE) kwam zij terecht bij haar huidige club Atletica '84 (AT84) uit Zwijndrecht. Intussen hertrouwde haar moeder en nam Tia de naam van haar stiefvader aan.

### Doorbraak
In 2006 brak Hellebaut echt door. Ze legde zich voor het eerst toe op het hoogspringen. In deze discipline verbrak ze zes keer het Belgische record, van 1,95 m (2004) naar 2,05 (2008). Op 11 augustus 2006 werd ze verrassend Europees kampioene hoogspringen door in een spannende finale Venelina Veneva en wereldkampioene Kajsa Bergqvist te verslaan. Tia Hellebaut sloot haar prachtige seizoen 2006 af met het winnen van de Gouden Spike.
Het seizoen 2007 begon alvast schitterend, met een overwinning op het Golden High Jump Gala in Brussel. Hier zette ze meteen een beste wereldjaarprestatie neer van 2,00.
Op 11 februari 2007 veroverde Hellebaut de Belgische indoortitel op de vijfkamp te Gent. Ze behaalde 4877 punten en staat hiermee negende (peildatum januari 2017) op de wereldranglijst aller tijden.

### Europees indoorkampioene

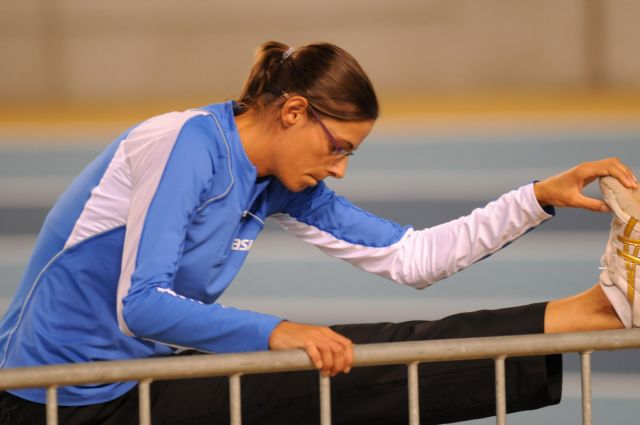
Tia Hellebaut laat zich zien tijdens het Nederlandse kampioenschappen indooratletiek 2008 in Gent.

Op 3 maart 2007 werd Hellebaut Europees indoorkampioene hoogspringen in Birmingham met een sprong over 2,05, een Belgisch record, de beste wereldjaarprestatie en een vierde beste wereldindoorprestatie. De verwachtingen voor de wereldkampioenschappen in Osaka waren dan ook hoog gespannen. Des te teleurstellender was het dat Tia Hellebaut als gevolg van een enkelblessure, toen het erop aankwam, niet op niveau kon meestrijden. In de finale strandde zij op 1,94, de hoogte die zij in de kwalificaties nog wel had weten te overbruggen. Nu werd zij in de finale slechts veertiende met een sprong over 1,90.
Al met al werd het, ondanks het goede indoorbegin, toch een teleurstellend seizoen. Vandaar dat Hellebaut op 25 oktober 2007 bekendmaakte, dat zij in 2008 zou terugkeren naar de meerkamp waarop zij, voordat zij zich op hoogspringen specialiseerde, zo'n opmerkelijke progressie vertoonde. De combinatie van de meerkamp (inclusief de indoorvijfkamp en een zevenkamp vroeg in het seizoen) en haar beste nummer, het hoogspringen, was immers eerder een succesformule gebleken.

### Tweemaal de allerbeste

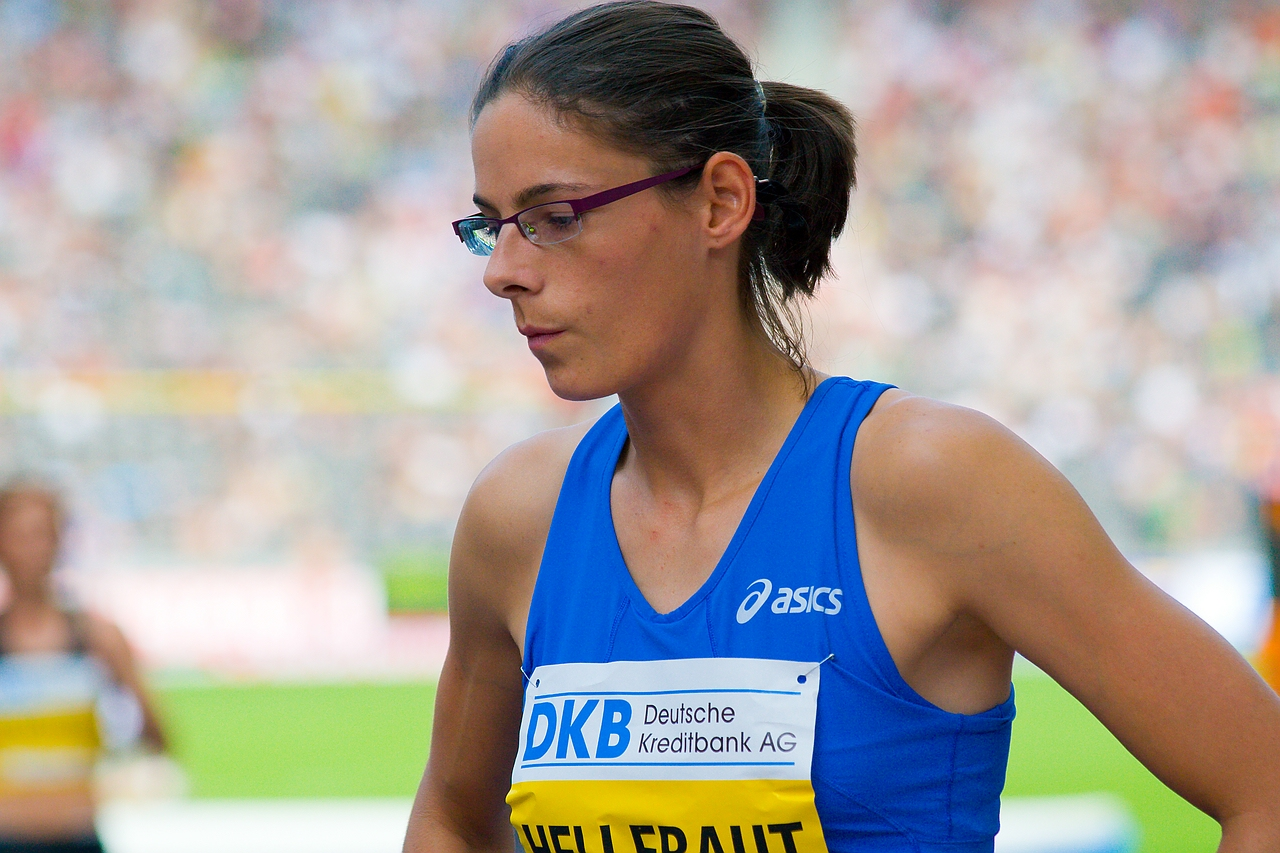
Tia Hellebaut tijdens het Internationales Stadionfest 2008 in Berlijn.

Op 7 maart 2008 liet ze in het Spaanse Valencia op de WK indoor zien in de vorm van haar leven te verkeren. Allereerst sprong ze bij het hoogspringen tijdens de vijfkamp over een hoogte van 1,99 meter, de hoogste sprong ooit tijdens een meerkamp. Later op de dag veroverde ze, na een felle strijd met Kelly Sotherton, de wereldtitel in de vijfkamp. Met deze titel schreef Hellebaut geschiedenis, want zij is de allereerste wereldkampioene in de Belgische atletiek. Haar besluit van eind 2007 om terug te keren naar haar oorspronkelijke liefde, de meerkamp, bleek uitstekend uit te pakken.
Op 23 augustus 2008 behaalde zij bij het hoogspringen goud op de Olympische Spelen in Peking door bij haar eerste poging over een hoogte van 2,05 te springen. Ze versloeg hierbij de wereldkampioene Blanka Vlašić, die dezelfde hoogte haalde, maar pas bij haar tweede poging.

### Voorlopig einde carrière

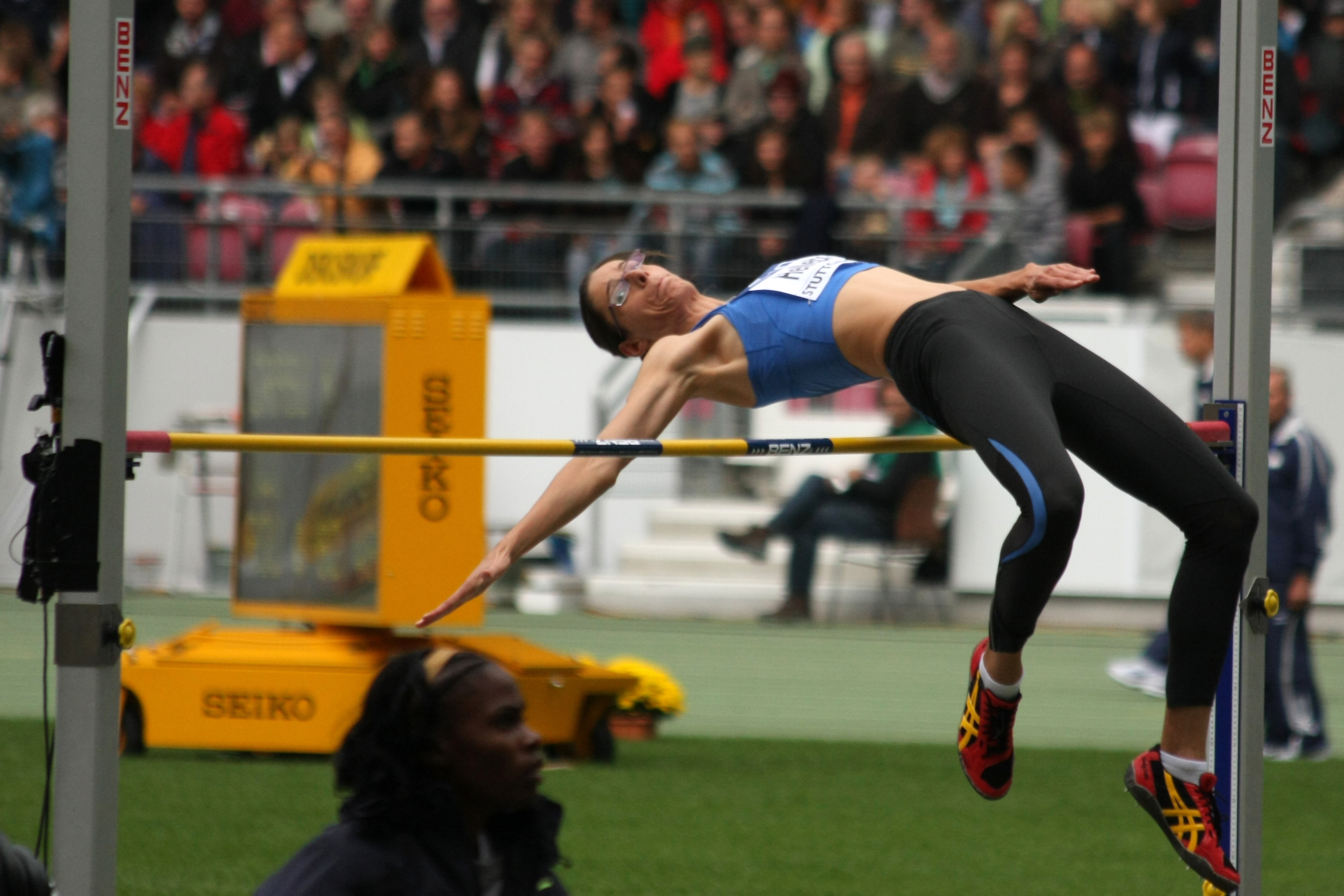
Tia Hellebaut springt tijdens de IAAF Wereldatletiekfinale in Stuttgart van 2008, haar laatste officiële wedstrijd. Ze behaalt hier de bronzen medaille met een sprong van 1,97 m.

Op 5 december 2008 maakte Tia Hellebaut op een persconferentie bekend zwanger te zijn. Ze kondigde hierop dan ook aan met onmiddellijke ingang te stoppen met atletiek. Half september, tijdens de Wereldatletiekfinale in Stuttgart, sprong ze haar laatste officiële wedstrijd.
Hellebaut werd getraind door haar partner Wim Vandeven. Ze was van 2001 tot oktober 2005 beroepsatlete bij Atletiek Vlaanderen. Vanaf 1 november 2006 tot het voorlopige einde van haar carrière was zij beroepsatlete bij BLOSO.

### Comeback
Op haar 32ste verjaardag (16 februari 2010) kondigde Hellebaut haar comeback aan. De olympisch kampioene hoogspringen van 2008 verklaarde te zijn geïnspireerd door de comeback van tennisster Kim Clijsters. Ambitie om weer te gaan meerkampen had ze echter niet. Hellebaut wilde zich concentreren op het hoogspringen en hoopte hierop aan de Olympische Spelen van 2012 te kunnen deelnemen.
Op 17 augustus 2010 werd meegedeeld, dat de hoogspringster in verwachting was van haar tweede kind. Ze sloot evenwel niet uit, dat ze opnieuw haar rentree zou maken en op 14 juni 2011, vier maanden na haar bevalling, kondigde ze haar tweede comeback aan. Op de Olympische Spelen in Londen eindigde ze, ondanks de sterke hoop op een medaille, op de vijfde plaats en raakte niet over 2 meter.
Op 6 maart 2013 maakte Hellebaut bekend met onmiddellijke ingang te stoppen met atletiek, dit keer definitief.

### Privéleven
Tia Hellebaut woont met haar echtgenoot en oud-coach Wim Vandeven in Tessenderlo. Samen kregen ze in 2009 hun eerste dochter, in 2011 een tweede dochter en in 2014 een zoontje.

### Trivia
- Na haar afscheid in de atletiekwereld, werd ze meter van The Daily Mile in België. Hiermee probeert ze kinderen van de lagere school te stimuleren om samen met hun leerkracht en klasgenootjes 15 minuten per dag te lopen of wandelen in de frisse buitenlucht.
- Momenteel is Tia Hellebaut ook actief als spreker. Ze deelt de vele ervaringen die ze opdeed tijdens haar sportcarrière in haar lezingen.[7]

## Kampioenschappen

### Internationale kampioenschappen
| Onderdeel    | Prestatie | Titel                    | Plaats     | Jaar |
| ------------ | --------- | ------------------------ | ---------- | ---- |
| hoogspringen | 2,05 m    | Olympisch kampioene      | Peking     | 2008 |
| vijfkamp     | 4867 p    | Wereldindoorkampioene    | Valencia   | 2008 |
| hoogspringen | 2,03 m    | Europees kampioene       | Göteborg   | 2006 |
| hoogspringen | 2,05 m    | Europees indoorkampioene | Birmingham | 2007 |

### Belgische kampioenschappen
Outdoor
| Onderdeel    | Jaar                   |
| ------------ | ---------------------- |
| hoogspringen | 2000, 2002, 2003, 2005 |
| verspringen  | 2006, 2007, 2008       |
| zevenkamp    | 1999, 2000, 2002       |

Indoor
| Onderdeel          | Jaar                                     |
| ------------------ | ---------------------------------------- |
| hoogspringen       | 1997, 2001, 2002, 2003, 2006             |
| verspringen        | 2006, 2008                               |
| hink-stap-springen | 1999                                     |
| vijfkamp           | 1999, 2000, 2001, 2002, 2003, 2007, 2008 |

### Andere kampioenschappen
Indoor
| Onderdeel | Titel                 | Jaar |
| --------- | --------------------- | ---- |
| vijfkamp  | Frans indoorkampioene | 2004 |

## Statistieken

### Persoonlijke records
Outdoor
| Onderdeel          | Prestatie      | Wind (m/s) | Datum            | Plaats   |
| ------------------ | -------------- | ---------- | ---------------- | -------- |
| 200 m              | 24,65 s        | +1,7       | 21 mei 2006      | Oordegem |
| 800 m              | 2.14,75        |            | 28 mei 2006      | Götzis   |
| 100 m horden       | 13,91 s        | +1,3       | 21 mei 2006      | Oordegem |
| hoogspringen       | 2,05 m (NR)    |            | 23 augustus 2008 | Peking   |
| verspringen        | 6,44 m         | +0,6       | 24 juni 2007     | Odense   |
| hink-stap-springen | 13,05 m        |            | 27 juni 1999     | Oordegem |
| kogelstoten        | 13,10 m        |            | 21 augustus 1999 | Herve    |
| speerwerpen        | 44,37 m        |            | 5 augustus 2001  | Edmonton |
| zevenkamp          | 6201 p (ex-NR) |            | 28 mei 2006      | Götzis   |

Indoor
| Onderdeel    | Prestatie      | Datum            | Plaats     |
| ------------ | -------------- | ---------------- | ---------- |
| 800 m        | 2.15,13        | 11 februari 2007 | Gent       |
| 60 m horden  | 8,34 s         | 11 februari 2007 | Gent       |
| hoogspringen | 2,05 m (NR)    | 3 maart 2007     | Birmingham |
| verspringen  | 6,42 m (ex-NR) | 11 februari 2007 | Gent       |
| kogelstoten  | 13,85 m        | 7 maart 2008     | Valencia   |
| vijfkamp     | 4877 p (ex-NR) | 11 februari 2007 | Gent       |

### Opbouw PR meerkamp en potentie op basis van PR's
In de tabel staat de uitsplitsing van het persoonlijk record op de zevenkamp. In de kolommen ernaast staat ook het potentieel record, met alle persoonlijke records op de losse onderdelen en de bijbehorende punten.
|              | Uitsplitsing PR | Uitsplitsing PR | Uitsplitsing PR |              | Potentieel record | Potentieel record |
| Onderdeel    | Prestatie       | Wind (m/s)      | Punten          | Pers. record | Punten            |                   |
| ------------ | --------------- | --------------- | --------------- | ------------ | ----------------- | ----------------- |
| 100 m horden | 14,15           | -1,2            | 957             | 13,91        | 991               |                   |
| hoogspringen | 1,97            |                 | 1198            | 2,05         | 1305              |                   |
| kogelstoten  | 12,14           |                 | 670             | 13,85        | 784               |                   |
| 200 m        | 25,30           | -0,1            | 859             | 24,65        | 919               |                   |
| verspringen  | 6,14            | +1,7            | 893             | 6,44         | 988               |                   |
| speerwerpen  | 43,18           |                 | 728             | 44,37        | 751               |                   |
| 800 m        | 2.14,75         |                 | 896             | 2.14,75      | 896               |                   |
| Puntentotaal |                 |                 | 6201            |              | 6634              |                   |

## Palmares

### Internationale palmares
hoogspringen
- 1995 9e EYOD in Bath - 1,75 m
- 2004 12e OS in Athene - 1,85 m
- 2005 6e WK in Helsinki - 1,93 m
- 2006 6e WK indoor in Moskou - 1,96 m
- 2006  EK in Göteborg - 2,03 m
- 2007  EK Indoor in Birmingham - 2,05 m
- 2007 14e WK in Osaka - 1,90 m (enkelkwetsuur)
- 2008  OS in Peking - 2,05 m
- 2010 5e EK in Barcelona - 1,97m
- 2012 5e WK indoor in Istanboel - 1,95 m
- 2012 5e OS in Londen - 1,97 m

zevenkamp
- 1997  EK Junioren in Ljubljana - 5157 p
- 1999 6e EK U23 in Göteborg - 5548 p
- 2001 14e WK in Edmonton - 5680 p
- 2003 DNF WK in Parijs - opgave na eerste dag (ziek)

vijfkamp
- 2000 14e EK Indoor in Gent - kwetsuur na eerste dag
- 2004  Franse indoorkamp. - 4589 p
- 2004 5e WK Indoor in Boedapest - 4526 p
- 2008  WK indoor in Valencia - 4867 p

### Golden en Diamond League-podiumplaatsen
hoogspringen
- 2006:  Bislett Games – 1,98 m in Oslo
- 2006:  Meeting Gaz de France – 2,00 m in Saint-Denis
- 2006:  Golden Gala – 2,00 m in Rome
- 2006:  Memorial Van Damme – 1,98 m in Brussel
- 2006:  ISTAF – 2,00 m in Berlijn
- 2007:  Meeting Gaz de France – 1,97 m in Saint-Denis
- 2008:  Golden Gala – 1,98 m in Rome
- 2008:  Meeting Gaz de France – 1,97 m in Saint-Denis
- 2008:  Memorial Van Damme – 2,00 m in Brussel
- 2012:  Bislett Games - 1,93 in Oslo
- 2012:  London Grand Prix – 1,97 m in Londen
- 2012:  DN Galan – 1,94 m in Stockholm
- 2012:  Memorial Van Damme – 1,92 m in Brussel

### Belgische Palmares

#### meerkamp
- 1999 BK indoor - 4268 p (NR)
- 1999 BK AC - 5609 p
- 2000 BK indoor - 4087 p te Gent
- 2000 BK AC - 5646 p
- 2001 BK indoor - 4436 p te Gent (NR)
- 2002 BK indoor - 4193 p te Gent
- 2002 BK AC - 5479 p
- 2003 BK indoor - 4398 p te Gent
- 2007 BK indoor - 4877 p (NR)
- 2008 BK indoor - 4745 p

#### hoogspringen
- 1997 BK indoor - 1,70 m te Gent
- 2000 BK - 1,85 m
- 2001 BK indoor - 1,86 m te Gent
- 2002 BK indoor - 1,77 m te Gent
- 2002 BK - 1,77 m
- 2003 BK indoor - 1,90 m te Gent
- 2003 BK - 1,87 m
- 2005 BK - 1,90 m
- 2006 BK indoor - 1,92 m

#### hink-stap-springen
- 1999 BK indoor - 12,73 m te Gent

#### verspringen
- 2006 BK indoor - 6,36 m (NR) te Gent
- 2006 BK - 6,35 m
- 2007 BK - 6,41 m
- 2007 BK indoor - 6,18 m te Gent
- 2008 BK indoor - 6,18 m
- 2008 BK - 6,22 m

#### andere
- 1995 Achtkamp Brasschaat

### Belgische records

#### vijfkamp
- 4268 p - 17 feb 1999 - Gent
- 4436 p - 25 feb 2001 - Gent
- 4560 p - 01 feb 2004 - Zuidbroek
- 4589 p - 21 feb 2004 - Aubière
- 4877 p - 11 feb 2007 - Gent

#### zevenkamp
- 6201 p - 28 mei 2006 - Götzis

#### hoogspringen (outdoor)
- 1,95 m - 20 jun 2004 - Plovdiv (evenaring)
- 1,95 m - 27 aug 2004 - Athene (evenaring)
- 1,97 m - 27 mei 2006 - Götzis (beste wereldprestatie tijdens een meerkamp)
- 1,98 m - 02 jun 2006 - Oslo
- 2,00 m - 08 jul 2006 - Parijs
- 2,01 m - 11 aug 2006 - Göteborg
- 2,03 m - 11 aug 2006 - Göteborg
- 2,05 m - 23 aug 2008 - Peking

#### hoogspringen (indoor)
- 1,96 m - 26 feb 2006 - Gent
- 1,97 m - 28 feb 2006 - Tallinn
- 2,00 m - 27 jan 2007 - Brussel
- 2,01 m - 03 mar 2007 - Birmingham
- 2,03 m - 03 mar 2007 - Birmingham
- 2,05 m - 03 mar 2007 - Birmingham

#### verspringen (indoor)
- 6,36 m - 19 feb 2006 - Gent
- 6,42 m - 11 feb 2007 - Gent

## Onderscheidingen
- 2006: Belgische Nationale Trofee voor Sportverdienste (samen met Kim Gevaert)
- 2006: Gouden Spike
- 2006: Vlaamse Reus
- 2006: Vlaams Sportjuweel
- 2008: Sportvrouw van het jaar
- 2008: Sportpersoonlijkheid van het jaar
- 2008: Gouden Spike
- 2008: Vlaamse Reus
- 2009: Grootkruis in de Kroonorde
- 2012: Gouden Spike

1928: Ethel Catherwood ·
1932: Jean Shiley ·
1936: Ibolya Csák ·
1948: Alice Coachman ·
1952: Esther Brand ·
1956: Mildred McDaniel ·
1960: Iolanda Balaș ·
1964: Iolanda Balaș ·
1968: Miloslava Rezková ·
1972: Ulrike Meyfarth ·
1976: Rosemarie Ackermann ·
1980: Sara Simeoni ·
1984: Ulrike Meyfarth ·
1988: Louise Ritter ·
1992: Heike Henkel ·
1996: Stefka Kostadinova ·
2000: Jelena Jelesina ·
2004: Jelena Slesarenko ·
2008: Tia Hellebaut ·
2012: Anna Tsjitsjerova ·
2016: Ruth Beitia ·
2020: Maria Lasitskene ·
2024: Jaroslava Mahoetsjich
1982 Annie Lambrechts · 1983 Eddy Annys · 1984 Ingrid Berghmans · 1985 niet uitgereikt · 1986 William Van Dijck · 1987 Wim Van Belleghem · 1988 Robert Van de Walle · 1989 niet uitgereikt · 1990 Ulla Werbrouck · 1991 Sabine Appelmans · 1992 Annelies Bredael · 1993 Gella Vandecaveye · 1994 Brigitte Becue · 1995 Fred Deburghgraeve · 1996 Luc Van Lierde · 1997 Stefan Everts · 1998 Sven Nys · 1999 Marleen Renders · 2000 Filip Meirhaeghe · 2001 Kim Clijsters · 2002 Kim Gevaert · 2003 Benny Vansteelant · 2004 Gino De Keersmaeker · 2005 Kathleen Smet · 2006 Tia Hellebaut · 2007 estafetteploeg 4x100m dames · 2008 Kenny De Ketele · 2009 Tom Goegebuer · 2010 Cédric Van Branteghem · 2011 Evi Van Acker · 2012 Hans Van Alphen and Marieke Vervoort · 2013 Frederik Van Lierde · 2014 Bart Swings · 2015 Jaouad Achab · 2016 Peter Genyn · 2017 Seppe Smits · 2018 Nina Derwael · 2019 Emma Meesseman · 2020 niet uitgereikt · 2021 Belgische hockeyploeg (mannen) · 2022 Remco Evenepoel  · 2023 Lotte Kopecky
1928 Louis Crooy en Victor Groenen · 1929 Georges Ronsse · 1930 Hyacinthe Roosen · 1931 René Milhoux en Jules Tacheny · 1933 Jef Scherens · 1934 Union Sint-Gillis · 1935 Arnold de Looz-Corswarem · 1936 Ernest Demuyter · 1937 Joseph Mostert · 1938 Hubert Carton de Wiart · 1939 Henry de Menten de Horne · 1940 Fernande Caroen · 1941 Jan Guilini · 1942 Pol Braekman · 1943 Albert de Ligne · 1944 niet toegekend · 1945 vliegend personeel van de Belgische sectie van de Royal Air Force · 1946 Gaston Reiff · 1947 Micheline Lannoy en Pierre Baugniet · 1948 Etienne Gailly · 1949 Feru Moulin · 1950 Briek Schotte · 1951 Johny Claes en Jacques Ickx · 1952 André Noyelle · 1953 bemanning van het jacht Omoo (zeilsport) · 1954 Adolf Verschueren · 1955 Roger Moens · 1956 Gilberte Thirion · 1957 Jacky Brichant en Philippe Washer · 1958 René Baeten · 1959 Belgische hockeyploeg bij de mannen · 1960 Flory Van Donck · 1961 Rik Van Looy · 1962 Gaston Roelants · 1963 Aureel Vandendriessche · 1964 Joël Robert · 1965 Eerste Jachtwing van de Belgische Luchtmacht · 1966 Raymond Ceulemans · 1967 Ferdinand Bracke en Eddy Merckx · 1968 Jacky Ickx · 1969 Serge Reding · 1970 Freddy Herbrand · 1971 Miel Puttemans · 1972 Karel Lismont · 1973 Roger De Coster · 1974 Paul Van Himst · 1975 Jean-Pierre Burny · 1976 Ivo Van Damme · 1977 Gaston Rahier · 1978 RSC Anderlecht · 1979 Robert Van de Walle · 1980 Belgische voetbalploeg bij de mannen · 1981 Annie Lambrechts · 1982 Ingrid Berghmans · 1983 Eddy Annys · 1984 André Malherbe · 1985 niet toegekend · 1986 William Van Dijck · 1987 Ingrid Lempereur · 1988 Eric Geboers · 1989 Michel Preud'homme · 1990 Jan Ceulemans · 1991 Jean-Michel Saive · 1992 Annelies Bredael · 1993 Vincent Rousseau · 1994 Brigitte Becue · 1995 Frédérik Deburghgraeve · 1996 Johan Museeuw · 1997 Luc Van Lierde · 1998 Ulla Werbrouck · 1999 Gella Vandecaveye · 2000 Joël Smets · 2001 Kim Clijsters en Justine Henin · 2002 Marc Wilmots · 2003 Stefan Everts · 2004 Axel Merckx · 2005 Tom Boonen · 2006 Kim Gevaert en Tia Hellebaut · 2007 4x100m-estafetteploeg voor vrouwen · 2008 niet toegekend · 2009 Philippe Gilbert · 2010 Philippe Le Jeune · 2011 Kevin Borlée · 2012 Evi Van Acker · 2013 Frederik Van Lierde · 2014 Daniel Van Buyten · 2015 4x400m-estafetteploeg voor mannen · 2016 Nafissatou Thiam · 2017 David Goffin · 2018 Nina Derwael · 2019 Belgische hockeyploeg bij de mannen · 2020 Wout van Aert · 2021 Bashir Abdi · 2022 Remco Evenepoel · 2023 Bart Swings · 2024 Lotte Kopecky
1992 Sabine Appelmans · 1993 Gella Vandecaveye · 1994 Frédérik Deburghgraeve · 1995 Johan Museeuw · 1996 Luc Van Lierde · 1997 Luc Van Lierde · 1998 Frédérik Deburghgraeve · 1999 Luc Van Lierde · 2000 Kim Clijsters · 2001 Kim Clijsters · 2002 Kim Gevaert · 2003 Marc Herremans · 2004 Kim Gevaert · 2005 Tom Boonen · 2006 Tia Hellebaut · 2007 Kim Gevaert · 2008 Tia Hellebaut · 2009 Niels Albert · 2010 Kim Clijsters · 2011 Thomas Van Der Plaetsen · 2012 Evi Van Acker · 2013 Frederik Van Lierde · 2014 Delfine Persoon · 2015 Marieke Vervoort · 2016 Greg Van Avermaet · 2017 Nina Derwael · 2018 Nina Derwael · 2019 Emma Meesseman · 2020 Wout van Aert · 2021 Bashir Abdi en Peter Genyn · 2022 Remco Evenepoel · 2023 Patrick Lefevere · 2024 Jan Vertonghen